# Deutscher Wasserski- und Wakeboardverband
Der Deutsche Wasserski- und Wakeboardverband e. V. (DWWV), hervorgegangen aus dem Deutschen Wasserski-Verband, ist der Dachverband aller Wasserski- und Wakeboardsport betreibenden Vereine in Deutschland. In ihm sind über 50 Vereine mit über 3000 Mitgliedern organisiert.
Die durch den Verband geförderten Sparten sind:
- Wakeboard Seilbahn
- Wakeboard Boot
- Wasserski Seilbahn
- Wasserski Boot
- Barfuß

Der Verbandssitz befindet sich in Kassel und die Geschäftsstelle in Frankfurt am Main. Präsident ist Günter Kuhnt. Zu seinen Vorgängern gehörte als Präsident des Deutschen Wasserski-Verbands in Frankfurt der Diplomingenieur Wolfgang Möhler.
Der Verband ist untergliedert in fünf Landesverbände:
- Bayerischer Motoryachtverband
- Wasserskiverband Berlin-Brandenburg
- Wasserskiverband Mecklenburg-Vorpommern
- Wasserskiverband Nordrhein-Westfalen
- Wasserski- und Wakeboardverband Niedersachsen/Bremen